# Bachata (ples)
Bachata [bačata] je popularen  latinskoameriški ples, ki izvira iz Dominikanske republike in se je razširil v druge dele Latinske Amerike. V začetku 21. stoletja se je razširil tudi v Evropo in se razvijal in spreminjal skupaj z glasbo. 
Danes je v Latinski Ameriki narodni ples. Obstaja veliko različnih stilov, izviren je dominikanski stil. 
Ples se izvaja v štirih korakih, tako v odprtem položaju kot tudi v zaprtem položaju, odvisno od nastavitev in razpoloženje partnerjev. Obstaja veliko zapletenih korakov in vključuje ples na mestu ali v krogih.